# Austin Loadstar
| Austin Loadstar |                      |
| Austin Loadstar |                      |
| Fabricante      | Austin Motor Company |
| Producción      | década 1950          |
| Motor           | Gasolina de 3.995 cc |
| Potencia        | 125 cv               |

El Austin Loadstar es un camión ligero, construido por la empresa británica Austin Motor Company durante la década de 1950.
Se trata de un camión de una tonelada de peso, construido generalmente como volquete y con laterales abatibles. Se trata del primer camión que Austin Motor Company diseñó después de la Segunda Guerra Mundial.
El modelo fue comercializado en el Reino Unido, Australia, Nueva Zelanda y Escandinavia. En 1956 se introdujo la variante Mark II con nueva interfaz e interior rediseñados.
El camión estaba impulsado por un motor de gasolina de 3995 cc y 125 CV de potencia.

## Variante K9
Una variante 4x4 se produjo y utilizó para varios usos; como ambulancia, porteador de agua, recuperador de vehículos y camión de transmisiones. Algunos camiones de la versión militar poseían una tapa circular en el techo de la cabina, que se utilizaba como punto de observación o instalación de armamento.